# Поткожни емфизем
Поткожни емфизем или субкутани емфизем (ПЕ, СЕ) настаје када се гас или ваздух акумулирају и продиру испод коже, где нормално не би требало да буде присутан гас. Поткожно се односи на поткожно ткиво, а емфизем се односи на заробљене ваздушне џепове. Пошто ваздух углавном долази из грудног коша, поткожни емфизем се обично јавља око горњег дела трупа, на пример на грудима, врату, лицу, у пазуху и рукама, где је у стању да путује са малим отпором дуж лабавог везивног ткива унутар површних фасција.
Поткожни емфизем има карактеристичан осећај пуцкетања на додир, осећај који је описан као осећај сличан додиру топлих зрнаца пиринча. Овај осећај ваздуха под кожом познат је као поткожна крепитација.
Описане су бројне етиологије поткожног емфизема. Лајнек је први пут препознао пнеумомедијастинум као медицински ентитет, који је пријавио као последицу трауме 1819. Касније, 1939. године, у болници Џонс Хопкинс, др Луис Хаман поткожни емфизем је описао код жена после порођаја (понекад познат као Хаманов синдром). Међутим, у неким медицинским круговима, уместо тога може бити познатији као Маклинов синдром по Л. Маклину, 1939. и Ц.Ц. и М.Т. Маклину, који су 1944. године,  кумулативно детаљније описали патофизиологију емфизема.
Поткожни емфизем може бити резултат пункције делова респираторног или гастроинтестиналног система. Нарочито у грудима и врату, у којима ваздух може да остане заробљен као резултат продорне трауме (нпр прострелне ране или убодне ране) или тупе повреде. 
Инфекција (нпр  гасна гангрена) може изазвати заробљавање гаса у поткожном ткиву. Поткожни емфизем може бити узрокован јатрогено медицинским процедурама и медицинским стањима која узрокују да притисак у алвеолама плућа буде већи од притиска у ткивима изван њих. Његов најчешћи узроци су пнеумоторакс или цев у грудном кошу која је зачепљена крвним угрушком или фибринозним материјалом. Поткожни емфизем се може  јавити и спонтано услед руптуре алвеола, са драматичном клиничком сликом. Када је стање узроковано операцијом, назива се хируршки емфизем. Термин спонтани поткожни емфизем се користи када узрок није јасан.
Поткожни емфизем није сам по себи опасан , али може бити симптом веома опасних основних стања, као што је пнеумоторакс. Иако основна стања захтевају лечење, поткожни емфизем обично се мале количине ваздуха апсорбују. Међутим, поткожни емфизем може бити непријатан и може ометати дисање, а често се лечи уклањањем ваздуха из ткива, на пример коришћењем игала са великим отворима, резова на кожи или поткожне катетеризације.

## Епидемиологија
Инциденца поткожног емфизема је од 0,43% до 2,34%. Отприлике 77% пацијената који су подвргнути лапароскопским процедурама развијају поткожни емфизем, који се не може увек клинички открити.
Просечна старост пацијената са поткожним емфиземом је 53 +/- 14,83 са 71% 
Међу пацијентима са поткожним емфиземом доминирају мушкарци.  Жене у другој фази порођаја такође могу да доживе поткожни емфизем услед гурања плода, који повећава интраторакални притисак, са инциденцом 1 на 2.000 случајева широм света.
Пнеумомедијастинум, уско повезан са развојем поткожног емфизема, има инциденцу од 1 случај на 20,000  деце током напада астме, при чему су деца млађа од 7 година подложнија.
Баротраума плућа у механичкој вентилацији кретала се од 3 до 10% у зависности од почетне медицинске индикације за интубацију.
Повреда трахеје услед трауматске ендотрахеалне интубације се чешће јавља код жена и особа старијих од 50 година.  Повреда трахеје током ендотрахеалне интубације има процењену инциденцу од 0,005%.  

## Етиологија
Као могући узроци овог јако ретког стања наводе се:
- Колапс плућа (пнеумоторакс), често се јавља са преломом ребра

- Прелом костију лица

- Руптура или кидање у дисајним путевима

- Руптура или кидање у једњаку или гастроинтестиналном тракту

Ово стање се може десити због:
- Обична траума.

- Повреде од експлозије.

- Удисања кокаина.

- Корозивне или хемијске опекотине једњака или дисајних путева.

- Повреде у роњењу.

- Снажно повраћање

- Продорне трауме, као што су ране од ватреног оружја или убода.

- Велики кашаљ

Одређене медицинске процедуре којима се убацују цев у тело (ендоскопија,  централна венска линија, ендотрахеалну интубација, бронхоскопију.
Ваздух се такође може наћи између слојева коже на рукама и ногама или торзу након одређених инфекција, укључујући гасну гангрену, или након роњења. (Рониоци са астмом имају већу вјероватноћу да имају овај проблем него други рониоци).

## Клиничка слика
Знаци и симптоми спонтаног поткожног емфизема варирају у зависности од узрока, али је често повезан са отицањем врата и болом у грудима, а може укључивати и бол у грлу, врату, отежано гутање, пискање и отежано дисање. 
Ако велике количине ваздуха прођу у ткива око главе, лице може знатно да отекне. У случајевима поткожног емфизема око врата, може доћи до осећаја пуноће у врату, а може се променити и звук гласа.  Ако је поткожни емфизем посебно екстреман око врата и груди, оток може ометати дисање. 
Ваздух може да путује до многих делова тела, укључујући стомак и удове, јер нема одвајања у масном ткиву у кожи да би се спречило кретање ваздуха. 

## Дијагноза
Снимање укључујући радиографију (рендгенски снимак) и компјутерозовану томографију која може помоћи у идентификацији поткожног емфизема. На рендгенском снимку постоје повремене области радиолуценције, пахуљастог изгледа на спољним границама торакалног и трбушног зида. На рендгенском снимку грудног коша може бити присутан знак листа гинка, који показује пруге гаса дуж већег дела грудног коша, и подсећају на лист гинка. Поред рендгенских снимака,  компјутерозована томографија ће показати тамне џепове у поткожном слоју који указују на гас.  Компјутерозовану томографијуможе бити довољно осетљива метода да идентификује извор повреде која изазива поткожни емфизем, а која иначе не би била видљив на АП или бочном рендгенском снимку.

Ако се цервикални или поткожни емфизем лица развије током интубације пацијента, препоручује се ларингоскопија пре екстубације да би се проценило да ли постоји компромитација дисајних путева или фарингеални емфизем.  Поред тога, ако постоји сумња на повреду дисајних путева као резултат интубације, бронхоскопија може помоћи у идентификацији локације повреде трахеје. 
Иако ваздух делује као звучна баријера када се у дијагностици користи ултразвук, поткожни емфизем се може показати хиперехоичном расутом густином. Постављањем ултразвучне сонде на део коже без емфизема, пнеумоторакс се може дијагностиковати као одсуство плућног клизања и А-линија са 95% осетљивости.

## Диференцијална дијагноза
У ограниченим извештајима случајева, поткожни емфизем је погрешно сматран алергијским реакцијама и ангиоедемом након што је пацијент имао отежано дисање и отицање лица. Физички преглед може помоћи у разликовању између њих, јер поткожни емфизем показује поштеду усана. Док неекстензивни поткожни емфизем није опасан по живот, он може бити узрок за друга животно угрожавајућа стања која се морају истражити и искључити укључујући руптуру једњака, пнеумоторакс, перфорацију трахеје/црева/дијафрагме и некротизирајуће инфекције.
Такође је кључно након интубације код пацијената са механичком вентилацијом да се не претпостави баротраума услед повреде алвеола као извор поткожног емфизема, већ да се такође прегледа трахеа услед трауматске интубације.

## Прогноза
Већина поткожних емфизема није фатална и самоограничена је. Чак и у случајевима механичке вентилације са позитивним притиском, поткожни емфизем се сматра доброћудним, тако да током лечења прилагођавање вентилације није неопходно. У случајевима брзе и екстензивне експанзије гаса, то стање може бити опасно по живот. Масивни поткожни емфизем може изазвати компартмент синдром, експанзију торакалног зида, компресију трахеје и некрозу ткива. У овим опасним компликацијама без интервенције може доћи до респираторног и кардиоваскуларног компромиса.
Ширење гасова ће такође бити убрзано употребом азот-оксида и код вентилације са позитивним притиском, што може убрзати и погоршати прогнозу и вероватно допринети повећању морбидитета и морталитета.

## Компликације
Напето и екстензивно ширење ваздуха у поткожном ткиву може спречити ширење торакалне шупљине, достизање одговарајућег плимног волумена, што резултује десатурацијом, респираторним компромисом и оасним застојем срца.   
Продужење ваздуха у врат може изазвати дисфагију и компресију или затварање дисајних путева.
На респираторној подршци, ако није у могућности да се постигне одговарајући плимни волумен, то може довести до високих вршних притисака и изазвати баротрауму или експандирајући пнеумоторакс. Ако поткожни емфизем опструира грудни отвор, може спречити адекватан проток ваздуха, смањити предоптерећење срца и довести до лоше церебралне перфузије.
Поткожна експанзија ваздуха у гениталије може да поремети деликатну васкулатуру која снабдева ове области изазивајући некрозу коже.
Код пацијената са пејсмејкерима, поткожни емфизем може да изазове дисфункцију уређаја због задржавања ваздуха унутар генератора импулса.